# 7,62-cm-Kraftwagenflak L/31,5
Die 7,62-cm-Kraftwagenflak L/31,5 (Hs), kurz 7,7-cm-Kw.-Flak L/31,5 (Hs), war eine mobile Flugabwehrkanone des Deutschen Kaiserreiches und wurde im Ersten Weltkrieges eingesetzt.

## Entwicklung
Anfang 1917 ging an die Firma Henschel & Sohn aus Kassel der Auftrag über 180 Flugabwehrkanonen vom Typ 7,62-cm-Kraftwagenflak ein. Die Grundkonstruktion stammte von der erbeuteten russischen 7,62-cm-Feldkanone 02. Dabei arbeiteten drei Firmen zusammen und lieferten unterschiedliche Systeme, welche in die 7,62-cm-Kraftwagenflak L/31,5 (Hs) mündeten. So kam von Henschel & Sohn die Lafette, von den Gebrüdern Böhler & Co. aus Düsseldorf kamen das Geschützrohr und der Verschluss und von Heinrich Ehrhardt in Zella kam der Kraftwagen.

## Technische Beschreibung

### Modell 1917
Die 7,62-cm-Kraftwagenflak L/31,5 (Hs) war ein Sockelgeschütz mit ständig langem Rohrrücklauf nach der Schussabgabe. Um das Geschützrohr wieder in die Ausgangsposition zurückzuführen, wurde ein Federvorholer verbaut. Der Gleithebelverschluss, die Rohrwiege und die Rohrbremse stammt von der 7,62-cm-Feldkanone 02. Der Federvorholer wurden durch einen besseren und stärkeren von Henschel ersetzt. Die Rohrwiege mit dem Geschützrohr ruhten auf schwenkbaren Schildzapfen. Um das Vordergewicht des Geschützrohres mit Rohrwiege aufzufangen, wurde ein Federausgleicher verbaut, welcher von der 10,5-cm-leichten Feldhaubitze 98/09 stammte.
Der Sockelblock war auf der Plattform des Kraftwagens aufgestellt. An der linken Seite befand sich ein Handrad, welches die Höhenrichtmaschine antrieb. Die Höhenrichtung war im Bereich zwischen 0 und +70 Winkelgrad möglich. Die Seitenrichtmaschine ermöglichte ein Schwenken um 360 Winkelgrad. Einen schiefen Radstand des Kraftwagen von bis zu 7 Winkelgrad konnte durch das Senkrechtstellen einer Sockelgabel und einer Libellenvorrichtung aufgefangen werden. Beim Transport konnten die Sockelgabel und die Rohrwiege auf dem Sockelblock festgezurrt werden.
Die Visiereinrichtung befand sich an der linken Seite des Geschützes. Sie bestand aus einem Libellenaufsatz mit einer offenen Visierung an einer Aufsatzstange und einem Zielfernrohr. An der rechten Seite des Geschützes befand sich eine Richtfläche zum seitlichen Anschneiden des Ziels. Dafür gab es eine Visierlinie und ein Zielfernrohr. Für einen Einsatz bei Nacht gab es eine Nachtbeleuchtung, welche aus vier kleinen Glühlampen bestand.
Die verwendete Munition bestand aus der 7,62-cm-Brisanzgranate G. C. 43 von Rheinmetall mit dem Kanonenzünder 11 ohne Aufschlagzünder (Flak) mit einem Gewicht von 6,85 kg. Zusätzlich gab es Sperrfeuermunition und in den letzten Wochen des Krieges wurde das Brandschrapnell der Friedrich Krupp AG eingeführt. Die Brisanzgranaten wurden mit einer Mündungsgeschwindigkeit von 590 m/s abgeschossen, während die Sperrfeuergraten mit 410 m/s verschossen wurden. Dabei erreichte die Brisanzgranate eine maximale Reichweite von 9,4 km.
Der Kraftwagen Ehrhardt M. 1917 verfügte über einen Vierradantrieb und einen Motor vom Typ 36/80 PS. Auf Straßen erreichte er damit eine Geschwindigkeit zwischen 12 und 15 km/h. Zusätzlich zur Flak fanden im Fahrzeug zehn Soldaten, 48 Granaten, 170 l Kraftstoff, einen Entfernungsmesser und Zubehör für das Geschütz und den Kraftwagen Platz. Ein Fahren abseits der Straße konnte mit Greifern durchgeführt werden. Am hinteren Teil des Kraftwagens befand sich eine Seilwinde mit einem 105 m langem Seil und eine Anhängerkupplung für Anhänger mit einem Gewicht bis zwei Tonnen. Die Seilwinde diente hauptsächlich zur eigenständigen Befreiung des Kraftwagens aus schwerem Gelände oder wenn er sich festgefahren hatte.
Zur Entlastung der hinteren Federn bei der Schussabgabe wurden Stoßfänger eingebaut, welche mit Hebeln festgestellt oder gelöst werden konnten. Dadurch wurde eine feste Verbindung zwischen Karosserie und Achse hergestellt und der Kraftwagen versteift. Seitliche Ausleger sollten die Standfestigkeit bei der Schussabgabe zusätzlich erhöhen.

### Modell 1918
Bei diesem Modell entsprachen das Geschützrohr und der Verschluss dem des Modell 1917. Auch hier war der Rohrrücklauf ständig lang und der Kraftwagen verfügte über die gleiche Libelleneinrichtung wie das Modell 1917. Größte Änderung bei diesem Modell war die Visiereinrichtung. Diese war nun nicht mehr vom Geschütz abhängig, sondern verfügte über eine unabhängige Ziellinie nach Höhe und Seite. Weiterhin gab es eine Spiraltrommel mit einer Grad- und Meterteilung für den Einsatz gegen Erdziele. Die Visierung befand sich auf der linken Seite vom Geschütz.

## Einsatz
Im Dezember 1917 wurde die ersten 7,62-cm-Kraftwagenflak L/31,5 (Hs) Modell 1917 fertiggestellt und an die Truppe ausgeliefert. Die ersten Kraftwagenflak vom Modell 1918 wurden 1918 fertiggestellt und Mitte des Jahres ausgeliefert. Auch sie kamen noch im Krieg zum Einsatz.
Die Kraftwagenflak wurde damals als Übergangsgeschütz bezeichnet, da sie unter Zuhilfenahme von Feldgeschützen hergestellt wurden.